# Sidi Khelifa (Mila)
Pour les articles homonymes, voir Sidi Khelifa.
Sidi Khelifa (Altkirch pendant la colonisation française) est une commune de la wilaya de Mila en Algérie.

## Géographie
Sidi Khelifa se trouve à 18 km au sud de la ville de Mila.

### Localisation
| Ahmed Rachedi | Mila, Aïn Tine | Aïn Tine               |
| Ahmed Rachedi | Sidi Khelifa   | Ibn Ziad (Constantine) |
| Aïn Mellouk   | Oued Athmania  | Oued Athmania          |

### Lieux-dits, géologie et hameaux
Il y a une agglomération chef-lieu, Sidi Khelifa et trois agglomérations secondaires, Douar Sidi Khelifa, Aïn Ameur et Mechtat Ouled El Keid.

## Histoire
À l'époque française, Le centre de peuplement colonial de Sidi Khalifa a été créé en octobre 1872. Il dépend de la commune de plein exercice de Aïn Tine à partir de 1880. À l'indépendance de l'Algérie , il sera rattaché a la commune de Mila, jusqu'en 1984, où il sera érigé en commune.

## Démographie
| 1872 | 1884 | 1892 | 1897 | 1902 | 1987  | 1998  | 2008  |
| ---- | ---- | ---- | ---- | ---- | ----- | ----- | ----- |
| 91   | 476  | 32   | 36   | 39   | 3 606 | 4 505 | 4 746 |

## Patrimoine
S'y trouve la zaouïa Bencheikh El Hocine.